# 比翼の羽根
「比翼の羽根」（ひよくのはね）は、日本の音楽ユニット、eufoniusの13作目のシングル。2010年10月27日にスターチャイルドから発売された。

## 概要
- 表題曲「比翼の羽根」は、テレビアニメ『ヨスガノソラ』のオープニング主題歌になっている。
- 「パトリ」はタイトルの通り故郷の懐かしさを思わせる楽曲となっている[1]。
- eufoniusのシングルとしては、2007年2月リリースの「ソラ色のつばさ/きらきら」以来のスターチャイルドでのリリース曲である（eufonius単独名義のシングルに限ると、2004年の「はばたく未来」以来約6年ぶりのスターチャイルドでのリリースとなる）。
- ジャケットイラストは、橋本タカシが手掛けている。

## 収録曲
1. 比翼の羽根 [4:42]
作詞：riya、作曲・編曲：菊地創
2. パトリ [4:33]
作詞：riya、作曲・編曲：菊地創
3. 比翼の羽根（off vocal ver.）
4. パトリ（off vocal ver.）

## 参加ミュージシャン
- Guitar - 高山一也（#1）、朝井泰生（#2）
- Bass - 渡辺等（#1）、小野一（#2）
- Piano/E.Piano - ただすけ（#1, #2）
- 1st Violin - 西川八重（#1）
- 2nd Violin - 河村舞子（#1）
- Viola - 友田俊（#1）
- Cello - 奥田日和（#1）
- Chorus - riya
- Tambourin & All Other Instruments - 菊地創